# کاندا، توکیو

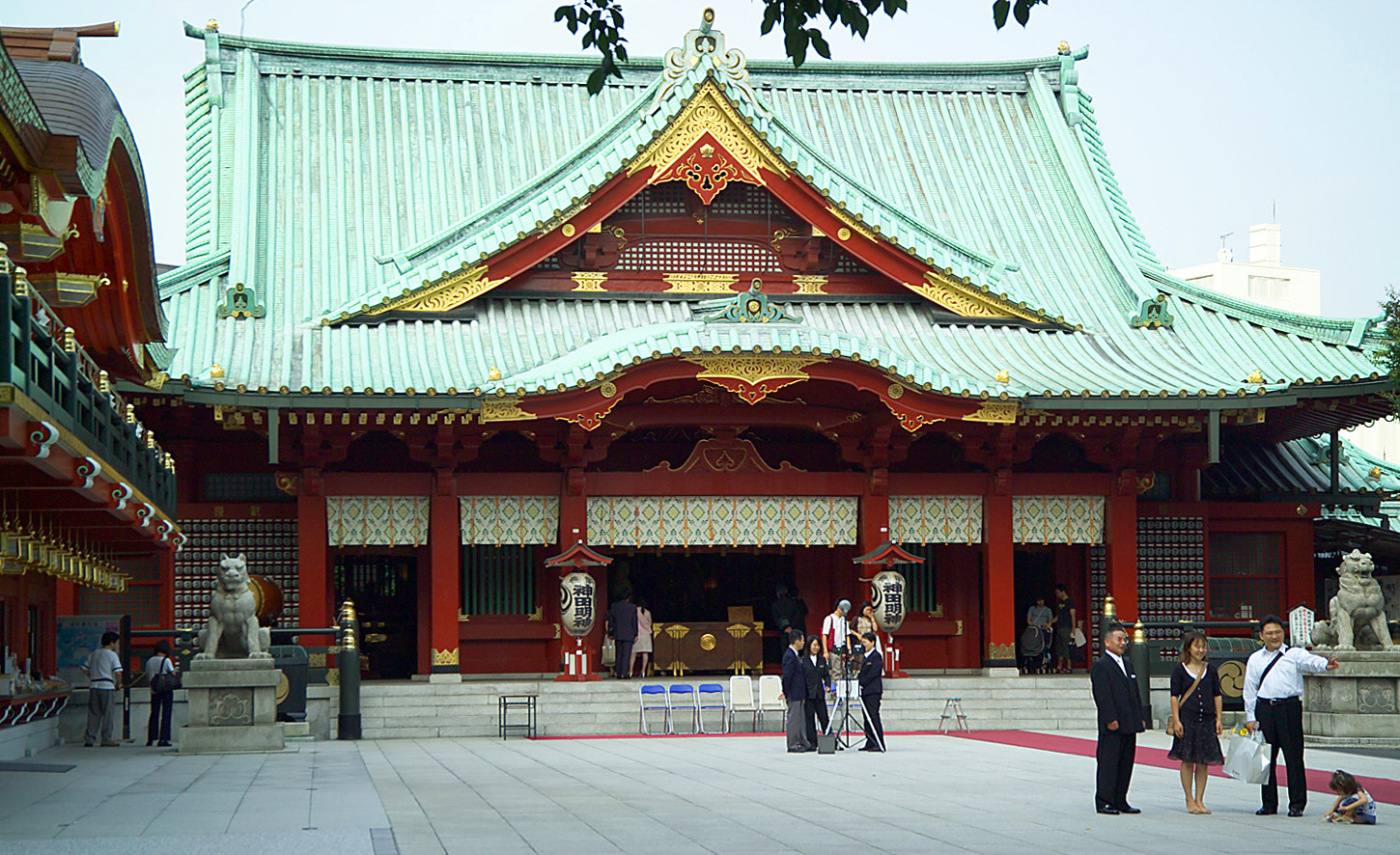
معبد کاندامیوجین در کاندا

کاندا (به ژاپنی: 神田 Kanda) یکی از محله‌های توکیو پایتخت ژاپن است که در منطقهٔ چیودا واقع شده‌است.

## دسترسی
- جی آر
  - ■خط یامانوته
  - ■خط چوئو-هونسن
  - ■خط که‌ایهین-توهوکو
- متروی توکیو، خط گینزا